# Amblyseius phillipsi
Amblyseius phillipsi är en spindeldjursart som beskrevs av D. McMurtry och Schicha 1984. Amblyseius phillipsi ingår i släktet Amblyseius och familjen Phytoseiidae. Inga underarter finns listade i Catalogue of Life.